# Ракетен силоз
Ракетен силоз или ракетна шахта е подземен, вертикално изправен цилиндричен контейнер за съхраняване и изстрелване на ракети, обикновено (междуконтинентални) балистични ракети. В тях ракетата обикновено е на някаква дълбочина под земята и е защитена отгоре с устойчив на взрив капак.
До 1960-те балистичните ракети се изстрелват от надземни площадки: открити съоръжения, подобни на тези на космодрум, които са уязвими при вражески бомбардировки и ядрени удари. Подземните силози предлагат по-добра защита и са по-трудни за откриване от вражеското разузнаване, но навлизат в употреба едва когато биват разработени ракети, които могат да бъдат държани в готовност за старт продъжително време. В края на 1960-те силозите стават предпочитан начин за разполагане на МКБР.
С навлизането обаче на високоточни инерционни системи за насочване, степента на сигурност, предлагана от силозите, намалява и ядрените държави започват да търсят други решения. САЩ, СССР и Китай разработват подвижни ракетни установки, но само СССР и Китай решават да ги вземат на въоръжение. Почти всички ядрени държави имат и балистични ракети, разположени на подводници.